# Jean-Marc Bosman
Jean-Marc Bosman (30 d'octubre de 1964) és un exfutbolista belga, conegut per ser l'impulsor de la que va acabar sent la Llei Bosman.

## Biografia
Bosman va jugar fins al juny de 1990 al RFC Lieja de la lliga belga. Després d'una controvèrsia amb la direcció del club li van reduir el sou un 60%. Bosman va voler aleshores fitxar per l'equip francès de segona divisió USL Dunkerque, el Lieja va demanar 800.000 dòlars americans per obtenir la llibertat, quantitat que el club francès no va poder pagar. Bosman es va negar a jugar al Lieja i més tard la seva denúncia va donar lloc al projecte de llei el 1995 en l'anomenada "Llei Bosman del Tribunal Europeu de Justícia dos pilars centrals de la Comunitat Europea del sistema de transferència de col·lapse", la qual acabaria permetent a tot jugador europeu jugar en qualsevol equip de la Unió Europea sense cap restricció per nacionalitat, un canvi importantíssim en la història del futbol europeu, ja que fins a la data els equips consideraven estrangers tots els futbolistes que no fossin del mateix país.
Bosman va tornar a Bèlgica al gener de 1992, després del rebuig de la justícia belga. Quan no va trobar club, va presentar una sol·licitud a l'atur, nou anys després del judici va rebre una indemnització al voltant dels 780.000 euros.
El 2011 va sortir la notícia que l'ex jugador va patir en una depressió després de trobar-se sense feina i caure en l'alcohol. Actualment el jugador té dos fills i la seva situació no ha millorat.

## Trajectòria
- Standard de Liège ()
- RFC de Liège ()
- Olympique de Saint-Quentin ()
- CS Saint Denis de la Réunion ()
- Olympic Charleroi ()

## Palmarès
- Supercopa de Bèlgica: 1998